# Karl von Bahder

Karl von Bahder

Karl von Bahder (* 15. Juli 1852 in Heidelberg; † 11. Juni 1932 in Weinheim) war ein deutscher Germanist (Philologe).

## Leben
Karl von Bahder wurde am 15. Juli 1852 in Heidelberg als Sohn des Konsistorialrats und Pfarrers Eduard von Bahder (1803 bis 1882) und dessen Frau Auguste (1815 bis 1874) geboren. 1873 bezog er die Universität Heidelberg zum Studium der Rechtswissenschaft, der Germanistik sowie der Sprachwissenschaft, später wechselte er an die Universität München und danach an die Universität Leipzig. Unter seinen Lehrern wird Karl Bartsch hervorgehoben. In Heidelberg 1878 zum Doktor der Philosophie promoviert, habilitierte er sich zwei Jahre darauf für Germanische Philologie in Leipzig.
Im selben Jahr ernannte die Universität Leipzig von Bahder zum Privatdozenten für die deutsche Sprache und für Literatur. 1886 beförderte man ihn zum außerordentlichen Professor. Seit 1906 musste er keine Vorlesungen mehr halten, 1918 gab er schließlich die Professur auf. Anschließend zog er nach Darmstadt um.
Von seiner wissenschaftlichen Ausrichtung her war er Junggrammatiker. Er beschäftigte sich mit der frühneuhochdeutschen Sprachwissenschaft, außerdem befasste er sich mit dem Urgermanischen und edierte mittel- und frühneuhochdeutsche Texte. Ferner arbeitete von Bahder am Deutschen Wörterbuch mit.
Am 11. Juni 1932 verstarb er unverheiratet in Weinheim.

## Veröffentlichungen
- Der König vom Odenwalde. Gerold, Wien 1878, (Heidelberg, Universität, Dissertation, 1878, Digitalisat).
- Über ein vokalisches Problem der Mitteldeutschen Pöschel & Trepte, Leipzig 1880, (Leipzig, Universität, Habilitationsschrift, 1880, Digitalisat).
- Die deutsche Philologie im Grundriss. Schöningh, Paderborn 1883, (Digitalisat).
- Grundlagen des neuhochdeutschen Lautsystems. Beiträge zur Geschichte der deutschen Schriftsprache im 15. und 16. Jahrhundert. Trübner, Straßburg 1890, (Digitalisat).
- als Herausgeber: Das Lalebuch (1597). Mit den Abweichungen und Erweiterungen der Schiltbürger (1598) und des Grillenvertreibers (1603) (= Neudrucke deutscher Literaturwerke des 16. und 17. Jahrhunderts. 236/239). Niemeyer, Halle (Saale) 1914, (Digitalisat).
- Zur Wortwahl in der frühneuhochdeutschen Schriftsprache (= Germanische Bibliothek. Abteilung 2: Untersuchungen und Texte. 19). Winter, Heidelberg 1925, (Digitalisat).